# Metica mozambiqueño
El metica (no confundir con metical) fue una propuesta de moneda para que sustituyera al escudo mozambiqueño en 1975, fecha de la independencia de Mozambique. Se dividía en 100 céntimos y se acuñaron monedas en 1975. Sin embargo esta moneda nunca llegó a introducirse y el escudo siguió circulando hasta 1980, fecha en la que fue sustituido por el metical.

## Monedas
| Denominación | Emisión | Metal    | Diámetro (mm) | Peso (g) | Anverso                                                        | Reverso                              | Imagen |
| ------------ | ------- | -------- | ------------- | -------- | -------------------------------------------------------------- | ------------------------------------ | ------ |
| 1 Céntimo    | 1975    | Al       | 16,00         | 0,60     | Samora Machel REPUBLICA·POPULAR DE·MOÇAMBIQUE año de acuñación | 1 céntimo Protea angolensis          |        |
| 2 Céntimos   | 1975    | Cu+Zn    | 17,20         | 1,80     | Samora Machel REPUBLICA·POPULAR DE·MOÇAMBIQUE año de acuñación | 2 céntimos Planta                    |        |
| 5 Céntimos   | 1975    | Cu+Zn    | 21,00         | 3,60     | Samora Machel REPUBLICA·POPULAR DE·MOÇAMBIQUE año de acuñación | 5 céntimos Aerangis                  |        |
| 10 Céntimos  | 1975    | Cu+Zn    | 26,00         | 7,30     | Samora Machel REPUBLICA·POPULAR DE·MOÇAMBIQUE año de acuñación | 10 céntimos Planta                   |        |
| 20 Céntimos  | 1975    | Cu+Ni    | 19,30         | 2,80     | Samora Machel REPUBLICA·POPULAR DE·MOÇAMBIQUE año de acuñación | 20 céntimos Acokanthera oblongifolia |        |
| 50 Céntimos  | 1975    | Cu+Ni    | 23,60         | 5,60     | Samora Machel REPUBLICA·POPULAR DE·MOÇAMBIQUE año de acuñación | 50 céntimos Frutas                   |        |
| 1 Metica     | 1975    | Cu+Ni    | 28,60         | 11,40    | Samora Machel REPUBLICA·POPULAR DE·MOÇAMBIQUE año de acuñación | 1 Metica Planta                      |        |
| 2½ Meticas   | 1975    | Cu+Al+Ni | 30,00         | 13,50    | Samora Machel REPUBLICA·POPULAR DE·MOÇAMBIQUE año de acuñación | 2 M 50 Apocynaceae                   |        |